# Geschichte und Klassenbewußtsein

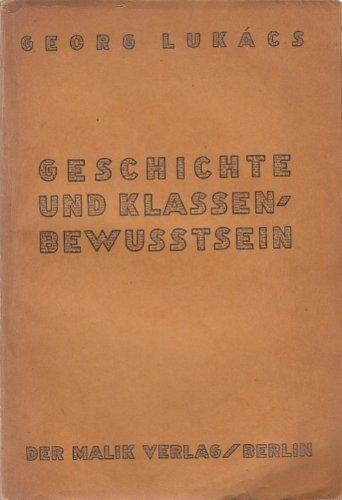
Ausgabe von 1923

Geschichte und Klassenbewußtsein. Studien über marxistische Dialektik, ist eine 1923 veröffentlichte Essaysammlung von Georg Lukács (1885–1971) und gilt als ein Grundlagenwerk des Neomarxismus über das Klassenbewusstsein. Es übte großen Einfluss auf die Kritische Theorie aus, insbesondere auf Theodor W. Adorno und Jürgen Habermas.

## Hintergrund
Der ungarische Philosoph Lukács war 1919 stellvertretender Volkskommissar für Unterrichtswesen in der Ungarischen Räterepublik geworden. Seine Aufsätze zur Organisationsfrage, die in Geschichte und Klassenbewußtsein enthalten sind, reflektieren diese Erfahrungen.

## Überblick
Der Band versammelt Essays zu verschiedenen Aspekten marxistischer Theorie und Praxis; im Einzelnen: „Was ist orthodoxer Marxismus“ – „Rosa Luxemburg als Marxist“ – „Klassenbewusstsein“ – „Die Verdinglichung und das Bewußtsein des Proletariats“ – „Der Funktionswechsel des historischen Materialismus“ – „Legalität und Illegalität“ – „Kritische Bemerkungen über Rosa Luxemburgs Kritik der russischen Revolution“ – „Methodisches zur Organisationsfrage“.

## „Die Verdinglichung und das Bewußtsein des Proletariats“
Insbesondere der längste Aufsatz des Bandes, Die Verdinglichung und das Bewußtsein des Proletariats gilt als bahnbrechende Neuinterpretation der Theorie von Karl Marx, die Lukács unter dem Einfluss von Max Weber vorlegte. Dieser war lange Jahre, in denen Lukács in Heidelberg studierte und sich vor allem mit neukantianischer Philosophie beschäftigte, dessen Freund und Lehrer gewesen.

### Verdinglichung
Ausgehend vom Kapitel Der Fetischcharakter der Ware und sein Geheimnis aus dem 1. Band des Kapital von Karl Marx wird eine Theorie der Verdinglichung entwickelt: der moderne Kapitalismus, in dem der Warentausch die beherrschende Form menschlicher Reproduktion ist, begünstigt eine Gegenstandsform, die von den materiellen Qualitäten der Dinge abstrahiert, und nur noch quantifizierbare und instrumentell einsetzbare Eigenschaften gelten lässt. Dieser Prozess beginnt mit der Entstehung industriell organisierter Lohnarbeit. Wie schon Marx ausgeführt hatte, führt die Warenförmigkeit der Arbeit dazu, dass das Verhältnis der einzelnen Arbeiten zur gesellschaftlichen Gesamtarbeit als ein Verhältnis von Dingen – der Waren auf dem Markt – erscheint.
Dies ist die Grundform der marxistischen Ideologiekritik – die Verwandlung von gesellschaftlichen Eigenschaften in Natureigenschaften. Die Waren vermitteln durch ihren Wert nicht nur objektiv zwischen den einzelnen Arbeiten, sie produzieren auch subjektiv den Schein, als sei Wert etwas den Dingen innewohnendes – also Verdinglichung.
Lukács verknüpft diese ideologiekritische Analyse mit der Rationalisierungstheorie von Max Weber, die er jedoch nur unter dem Gesichtspunkt der Durchsetzung formaler Rationalität betrachtet. Erst die Rationalisierung des konkreten Arbeitsprozesses, die Abstraktion von der „organischen Tätigkeit“ schafft die Voraussetzung, dass die Arbeit in quantifizierbare Schritte zerlegt, die Persönlichkeit des Arbeiters Mittel zum Zweck und die Waren austauschbare Dinge werden. Die von Weber beschriebene Rationalisierung ist also zugleich Voraussetzung und Ergebnis (in der Rationalisierung von Recht, Herrschaft, Kunst usw.) der kapitalistischen Produktionsweise.

### Das Bewusstsein des Proletariats
Ausgehend von der grundlegenden Analyse einer verfehlten Dingwahrnehmung wird im zweiten Teil des Aufsatzes eine umfassende Kritik der neuzeitlichen Philosophie entwickelt, die sich von Kant bis Hegel mit den Widersprüchen von Form und Substanz sowie Einzelnem und System beschäftigt. In der Kantischen Transzendentalphilosophie findet dabei der rein formale Charakter der modernen Erkenntnis seinen deutlichsten Ausdruck. Über die praktischen Philosophien Fichtes und Schillers entwickelt sich schließlich bis zu Hegel das Bewusstsein des Problems weiter, der diesen Widerspruch durch die Entdeckung der Geschichtlichkeit zu lösen versuchte. Jedoch scheiterte Hegel, so Lukács, bei dem Versuch, das Subjekt der Handlung, die die Form auf den Inhalt bezieht, aufzufinden und setzte stattdessen einen abstrakten Weltgeist.
Das Subjekt der Geschichte, das die Widersprüche des bürgerlichen Denkens aufheben kann (und nach Meinung von Lukács auch wird), ist das Proletariat (siehe auch Standpunkt-Theorie).
Im dritten und letzten Teil des Essays wird die Idee entwickelt, dass das Proletariat in seiner geschichtlichen Existenz über die Unmittelbarkeit hin zur Philosophie getrieben wird und durch die praktische Aufhebung in der Revolution die Widersprüche auflöst.
Dieses letzte Kapitel ist stark an die Hegelsche Geschichtsphilosophie angelehnt und erscheint daher auch Autoren, die die grundsätzliche Diagnose der Verdinglichung teilen, als fragwürdig. Insbesondere stellt es eine interne Schwierigkeit des Werks dar, dass die Widersprüche nur praktisch gelöst werden können, das Subjekt dieser Praxis jedoch schon zuvor durch die Theorie bestimmt werden kann.

## Hintergrund und weitere Publikationsgeschichte
Ab den 1930er Jahren übte Lukács an seinem Werk Selbstkritik und zählte es nach 1945 auch nicht mehr zu seinem eigentlichen Werk. Neuauflagen nach dem Zweiten Weltkrieg lehnte er ab, eine französische Ausgabe von 1960, der er nicht zugestimmt hatte, kritisierte er. Die Herausgabe des Werkes im Zuge der von Frank Benseler beim Luchterhand Verlag organisierten Werkausgabe versuchte Lukács zu steuern, er verfolgte in den 1960er Jahren die Rezeptionsgeschichte und unternahm immer wieder Versuche, diese auch in seinem Sinne zu beeinflussen. Schließlich entschied er sich, die Neuausgaben, auch anderer Frühgeschriften, mit neuen Vorworten auszustatten. Die deutsche Neuauflage wurde schließlich 1968 als zweiter Band der Werkausgabe veröffentlicht. Sein hierfür neu verfasstes Vorwort publizierte Lukács bereits 1967 in italienischer Sprache. Die vor diesem Hintergrund entstandenen Marginalien, die in Lukács' Handexemplar enthalten sind, zeigten laut Rüdiger Dannemann auf, dass Lukács seinem Werk einer Neulektüre unterzog und dabei selbstkritisch und selbstkorrigierend vorging.

## Ausgaben
- Geschichte und Klassenbewusstsein. Studien über marxistische Dialektik. Malik-Verlag, Berlin 1923 (Kleine revolutionäre Bibliothek Band 9)
- Geschichte und Klassenbewußtsein. Neuwied 1968 (Georg Lukács. Werke. Frühschriften. Band 2)
- Geschichte und Klassenbewußtsein. Bielefeld 2013, ISBN 978-3-89528-999-6
- Die Verdinglichung und das Bewußtsein des Proletariats. Bielefeld 2015, ISBN 978-3-8498-1117-4 (Werkauswahl in Einzelbänden Bd. 3)
- Geschichte und Klassenbewußtsein. Faksimile des Hand- und Arbeitsexemplars. Bielefeld 2023, ISBN 978-3-8498-1856-2.